# Sphenoptera accheleana
Sphenoptera accheleana es una especie de escarabajo del género Sphenoptera, familia Buprestidae. Fue descrita científicamente por Obenberger en 1939.

## Distribución
Habita en la región afrotropical.